# La casa in riva al mare/Itaca
La casa in riva al mare/Itaca è un 45 giri di Lucio Dalla pubblicato nel giugno 1971 dalla RCA Italiana quasi contemporaneamente all'album Storie di casa mia, da cui i due brani sono tratti.

## Il disco
La copertina raffigura un'immagine che sintetizza le due canzoni, e cioè la casa in riva al mare della coprotagonista, Maria, vista dal detenuto dalla finestra della sua cella da cui si vede anche la recinzione del carcere, e la barca dei marinai di Ulisse.
Le due canzoni sono scritte da Gianfranco Baldazzi e Sergio Bardotti per i testi e da Lucio Dalla per la musica.
L'arrangiamento è curato da Guido e Maurizio De Angelis.

### La casa in riva al mare
Il testo della canzone racconta la vicenda di un detenuto, forse un ergastolano, che dalla sua cella vede solo il mare ed una casa bianca in cui abita una donna, a cui dà nome Maria, di cui si innamora fino a desiderare di sposarla una volta scontata la pena: morirà prima di uscire di prigione.
Il brano è stato reinciso da Enrico Ruggeri nel 1989 nel suo album "Contatti"; da Fiorella Mannoia nel 2013 nel suo album A te e da Edoardo De Angelis e Francesco De Gregori nell'album Il cantautore necessario di De Angelis nel 2016.

### Itaca
Il brano è cantato da uno dei marinai di Ulisse che rivolgendosi al suo capitano gli fa presente la differenza di vita tra lui, per cui ci sono ricchezze, onori e donne,  e i suoi marinai; il coro che esegue il ritornello è indicato nella copertina dell'album come "coro popolare", e si tratta in realtà delle maestranze della RCA Italiana (impiegati, operai, addetti al bar) che i fratelli De Angelis (https://www.youtube.com/watch?v=dOrFOQX1R_w), arrangiatori del pezzo, fecero entrare in studio, caso unico nella discografia italiana, per cantare.
Itaca venne incisa dal vivo da Dalla nell'album del 1975 Bologna 2 settembre 1974 realizzato insieme a Francesco De Gregori, Antonello Venditti e Maria Monti con un cambiamento negli ultimi due versi della terza strofa.
Nel 1997 il cantautore greco Dionysis Savvopoulos ne ha inciso una versione tradotta nella sua lingua, contenuta nell'album Το ξενοδοχείο.

## Tracce
1. La casa in riva al mare – 3:56
2. Itaca – 4:07